# Adem Yılmaz
Adem Yılmaz (* 1955 in Yerköy, Türkei) ist ein deutschtürkischer Künstler, der durch Multimediaobjekte und Konzeptionen für Ausstellungen bekannt wurde.
Von 1974 bis 1977 studierte er Chemie in der Türkei. Seit 1977 lebt der Künstler in Köln. 1983 beendete er ein Studium der freien Malerei an der dortigen Fachhochschule. 
1993 nahm Yılmaz mit seiner Installation Inbetween an der 45. Biennale in Venedig teil. Diese war der offizielle türkische Beitrag zu der Kunstveranstaltung.  
Adem Yılmaz ist nicht zu verwechseln mit einem gleichnamigen Mitglied der Sauerland-Gruppe.

## Auszeichnungen
1999: Preis der Jury „Kunstfrühling Bad Wörishofen“